# تیم ملی والیبال زنان گواتمالا
تیم ملی والیبال زنان گواتمالا تیم ملی والیبال زنان کشور گواتمالا است.